# Actia quadriseta
Actia quadriseta är en tvåvingeart som beskrevs av Malloch 1936. Actia quadriseta ingår i släktet Actia och familjen parasitflugor. Inga underarter finns listade i Catalogue of Life.